# Bormes-les-Mimosas
Bormes-les-Mimosas är en kommun i departementet Var i regionen Provence-Alpes-Côte d'Azur i sydöstra Frankrike. Kommunen ligger i kantonen Collobrières som tillhör arrondissementet Toulon. År 2022 hade Bormes-les-Mimosas 8 361 invånare.

## Befolkningsutveckling
Antalet invånare i kommunen Bormes-les-Mimosas
| Referens: INSEE |